# Историја Гренланда
Гренланд (гренл. Kalaallit Nunaat; дан. Grønland) је територија Краљевине Данске са сопственом управом.

## Откриће Гренланда
Иако су постојале извесне насеобине Ескима још у праисторији (са Гренланда потиче неколико палеоескимских култура, од којих је најпознатија ранодорсетска), његова негостољубива клима учинила је да ово острво постане ненасељено око 200. године, када је ишчезла ранодорсетска култура. Из тог разлога Гренланд је Европљанима остао непознат све до краја 10. века (вероватно 982. г.), када га је открио и истражио Ерик Црвени, Исланђанин - норвешки прогнаник и отац Лејфа Ериксона. Управо под његовим вођством је био организован већи број насеља, која ипак нису била дугог века. Разлог томе било је, највероватније, мало ледено доба које је око 15. века, глађу изморило, све исландске насељенике. Скоро цео век није постојао никакав контакт са Гренландом, да би тек 1585. г., са интензивирањем потраге за Северозападним пролазом, он био поново „откривен“. То је учинио енглески морепловац Џон Дејвис. Он је, поново, у потпуности, истражио Гренланд заједно са Хенријем Хадсоном и Виљемом Бафином. Тада је, први пут, урађена детаљна карта западног Гренланда.

## Данска власт
Држава Данска (тачније унија Данска-Норвешка) је своју власт успоставила 1721. г. тако што је норвешки мисионар Ханс Егеде основао мисију у Godthåb-у (данашњи Nuuk, главни град Нук), чиме је практично ова унија положила право на територију Гренланда. Распадом уније између Данске и Норвешке, споразумом у Килу 1814. г., почела су спорења за право на Гренланд између ове две земље. Такође су и Американци полагали извесна права на Гренланд, захваљујући истраживањима Роберта Едвина Перија, али је проблем са њима разрешен приликом америчке куповине Девичанских острва од Данске 1917. г. Што се тиче права Норвешке, ситуација није била решена баш толико лако. Маја 1921. г. Данска је прогласила Гренланд за територију у њеном потпуном власништву, како би могла несметано да протера норвешке ловце и рибаре. То је навело групу норвешких ловаца да један део источне обале прогласе норвешком територијом, што је, 1931. г., признала и норвешка влада. Данска се жалила Међународном суду правде у Хагу, који је 1933. г. пресудио у њену корист и норвешку окупацију прогласио противправном.

## Амерички протекторат
Други светски рат и немачка окупација Данске, поново су утицали на питање суверенитета над Гренландом. 9. априла 1941. америчка влада и дански амбасадор у Вашингтону постигли су споразум којим је данска влада овластила САД да "конструишу и одржавају полетно-слетна поља, инфраструктуру за слетање и полетање хидроавиона и сву радио и метеоролошку инфраструктуру која је потребна" како би се спречио даљи немачки поход ка западу. САД су, истовремено, преузеле сва права и обавезе протектора Гренланда (додуше признајући неефективни дански суверенитет). Овакво стање требало је да траје само до краја рата, међутим, Американци изгледа после тога нису имали на уму повлачење са Гренланда, па је Данска морала да, 1947. г., званично захтева прекид споразума из 1941.
Разлог америчке „загрејаности“ за Гренланд била је чињеница да је он (Гренланд) узрок многим климатским променама на северној хемисфери, тако да онај ко има податке о времену на Гренланду може да предвиди стање климе изнад северног Атлантика и западне Европе, што је (имајући у виду (не)развијеност глобалних метеоролошких служби у оно време) представљало значајну стратешку предност у односу на Источни блок. Проблем је разрешен тек 10 година касније, споразумом из априла 1951. којим је дато право Данској да, у наредних 20 година, остварује право контроле над главном америчком војно-поморском базом на Гренланду, као и да заснива заједничка (са САД) одбрамбена подручја (пре свега радио и метеоролошке инсталације). Овај уговор је представљао само формалност, који је, у суштини, дао легитимитет даљем присуству америчких војних снага на Гренланду, пошто је две године раније (1949) основан НАТО савез, чији је члан, од оснивања, била и Данска, а чланице НАТО пакта су у обавези да уступе војне базе за потребе Савеза, али имају право да постављају нека ограничења. А управо то је, овим уговором, одузето Данској.

## Гренланд данас
Данским уставом од маја 1953, Гренланд је постао интегрални део Данске монархије и добио представнике у данском Фолкетингу. 1972. са Данском улази у ЕУ, а 1979. г., као последица референдума, Гренланд је добио локалну власт - сопствену извршну власт, парламент (иако и даље даје два представника у данском парламенту) и судове, али је Данска задржала контролу над спољним пословима. На новом референдуму (феб. 1982. г.), грађани Гренланда су, тесном већином, одлучили да Гренланд иступи из Европске уније, што је и довршено, 1985. године.